# ماركوس لياندرو بيريرا
ماركوس لياندرو بيريرا (بالبرتغالية: Marcos Leandro Pereira‏) (3 أبريل 1982 في البرازيل - ) هو لاعب كرة قدم برازيلي في مركز حراسة المرمى. لعب مع بوتافوغو ريغاتاس ونادي أمريكا ونادي بارانا ونادي فلومينينسي ونادي أولاريا أتلتيكو وAssociação Atlética Portuguesa (RJ) ‏ ونادي ريو كلارو فوتيبول وClube Atlético Tubarão ‏ وNova Iguaçu FC ‏ ونادي بانغو أتلتيكو وBonsucesso Futebol Clube ‏.

## وصلات خارجية
- ماركوس لياندرو بيريرا على موقع قاعدة بيانات كرة القدم.إي يو (الإنجليزية)